# 3e régiment de hussards (royaume de Hollande)
Pour les articles homonymes, voir 3e régiment.
Le 3e régiment de hussards est un régiment de cavalerie du Royaume de Hollande, créé comme régiment de dragons de la République batave.

## Création et différentes dénominations
- 1795 : formation du régiment de dragons au sein de la République batave
- 1803 : renommé régiment de dragons de ligne[1]
- 1805 : devient 1er régiment de dragons de la République batave
- 1806 : devient 3e régiment de hussards du Royaume de Hollande
- 1809 : dissous

## Historique des garnisons, combats et batailles

### Régiment batave

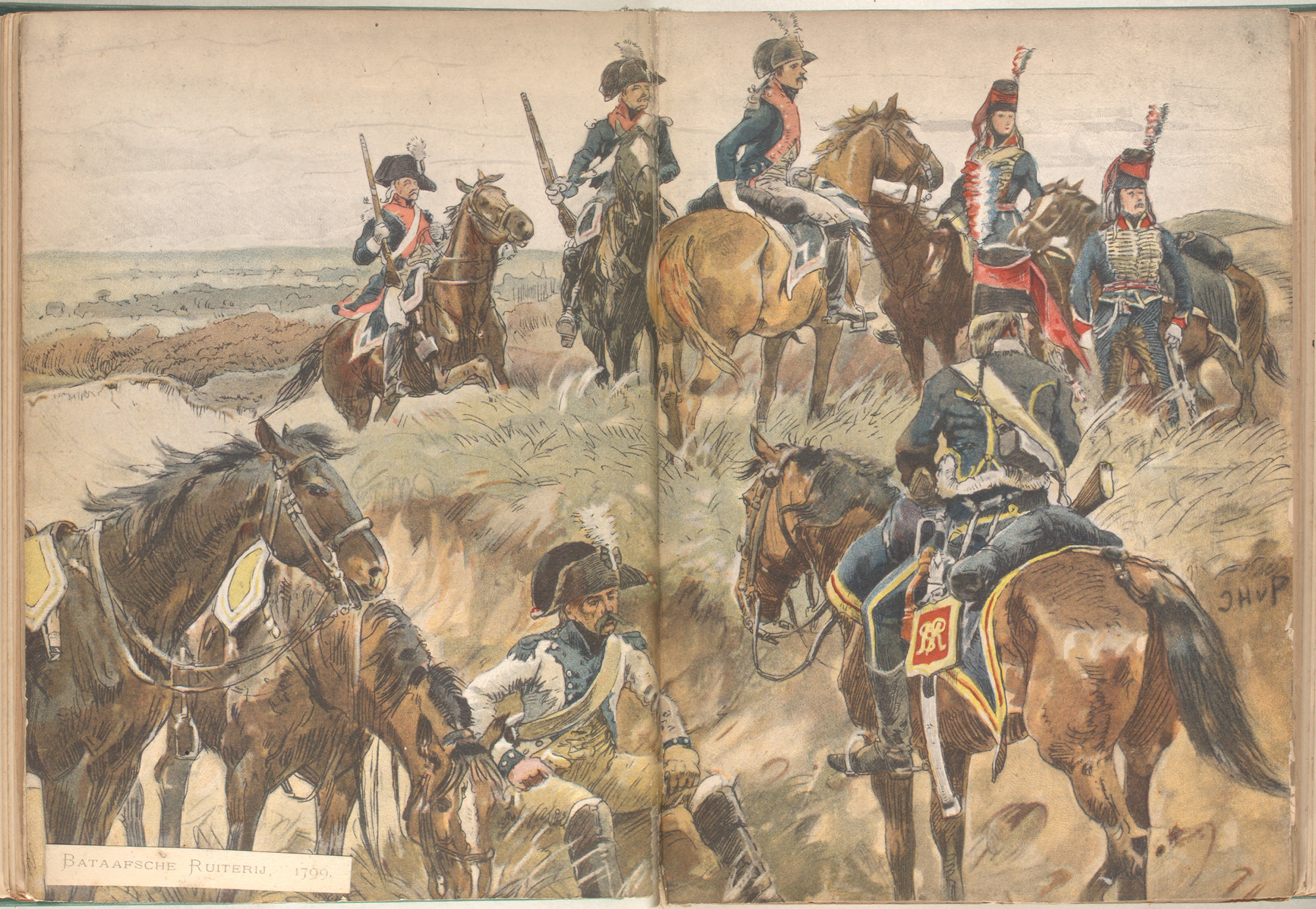
Cavalerie batave en 1799. Les trois cavaliers en bicorne au second plan appartiennent au régiment de dragons.

Le régiment de dragons est créé le 8 juillet 1795 au sein de l'armée de la République batave. Rattaché à la division batave combattant au sein des armées françaises, il participe lors de la guerre de la première coalition à la campagne d'Allemagne de 1796 (quatre escadrons) et à l'expédition d'Irlande en 1797 (deux escadrons). Pendant l'hiver 1800-1801, lors de la guerre de la deuxième coalition, deux escadrons participent aux opérations de l'armée gallo-batave du général Augereau. En 1803, deux escadrons sont engagés dans l'invasion du Hanovre (en).

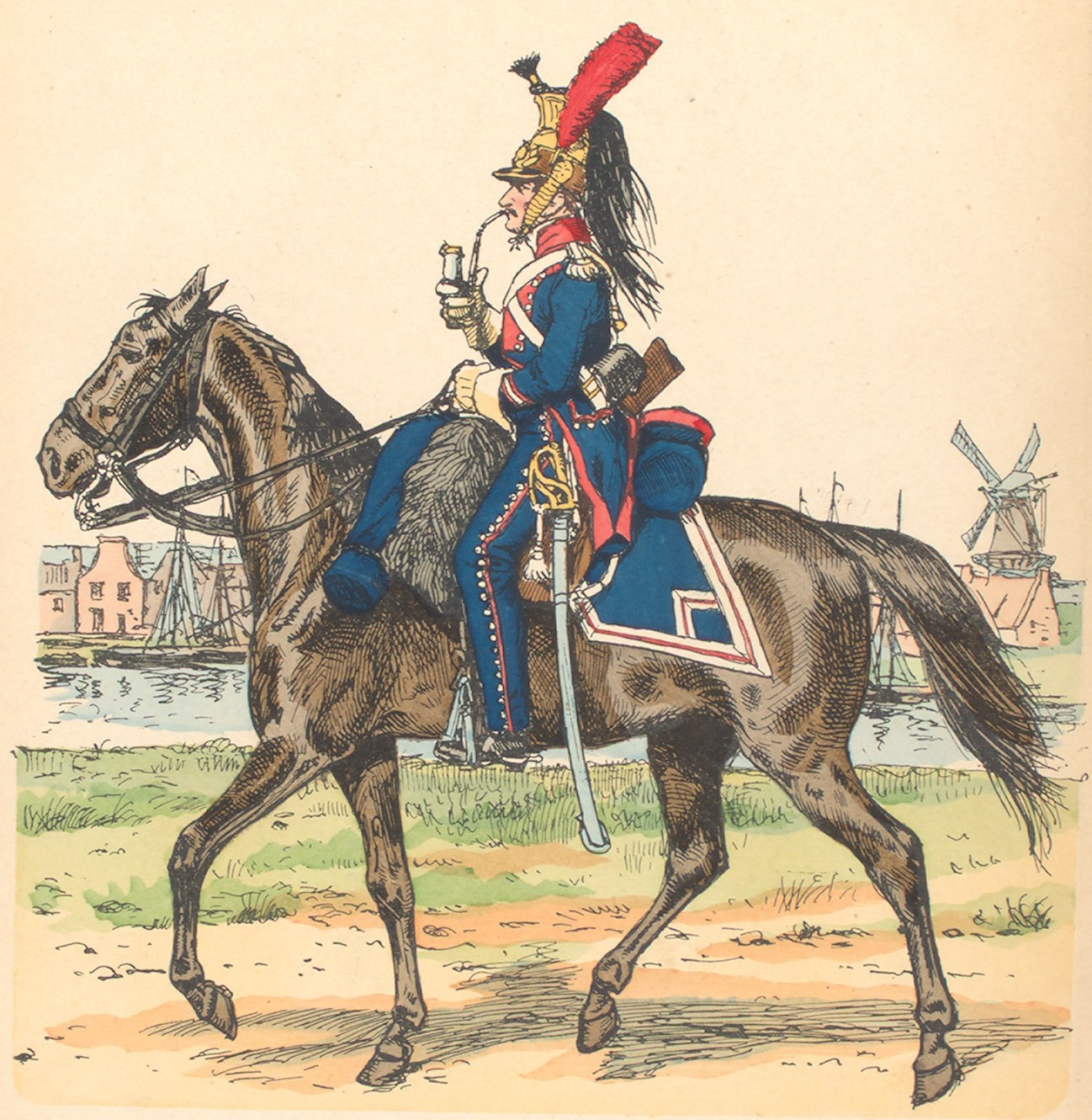
Cavalier du régiment en 1805 (dessin de Richard Knötel).

Le régiment est renommé 1er régiment de dragons le 11 juin 1805, devenant un « régiment de grosse cavalerie » selon la terminologie française. En août, deux escadrons font partie de la division batave de l'armée du général Marmont engagée en Allemagne.

### Régiment hollandais
Le 7 septembre 1806, le 1er régiment de dragons est transformé en régiment de hussards. Deux escadrons font partie du VIIIe corps de l'armée du Nord (général Mortier) en octobre 1806. Rattaché en 1807 à la réserve de la 1re division hollandaise du VIIIe corps, le régiment combat au siège de Stralsund.
Le régiment est ensuite rattaché à la brigade hollandaise envoyée dans la guerre d'indépendance espagnole, avec quatre escadrons. Le régiment est dissous le 1er décembre 1809 et les hussards rentrent aux Pays-Bas en février 1810. Ils rejoignent alors le 11e régiment de hussards français, formés à partir du 2e régiment de hussards hollandais.

## Uniformes
Le régiment de dragons porte un uniforme avec une veste bleu foncé avec la couleur distinctive rose tandis que ceinture, gilet, culotte et boutons sont blancs. La coiffure est un bicorne avec une plume blanche. En décembre 1804, le régiment reçoit un casque à plume rouge.
Devenu régiment de hussards, il porte un shako avec un numéro 3 en cuivre à l'avant, surmonté d'une cocarde et d'une plume noire. Le dolman et la culotte sont bleu foncé, avec boutons et lacets jaunes. La ceinture est blanche, les guêtres rouges et blanches. Les hussards ont également un dolman blanc à fourrure noire.

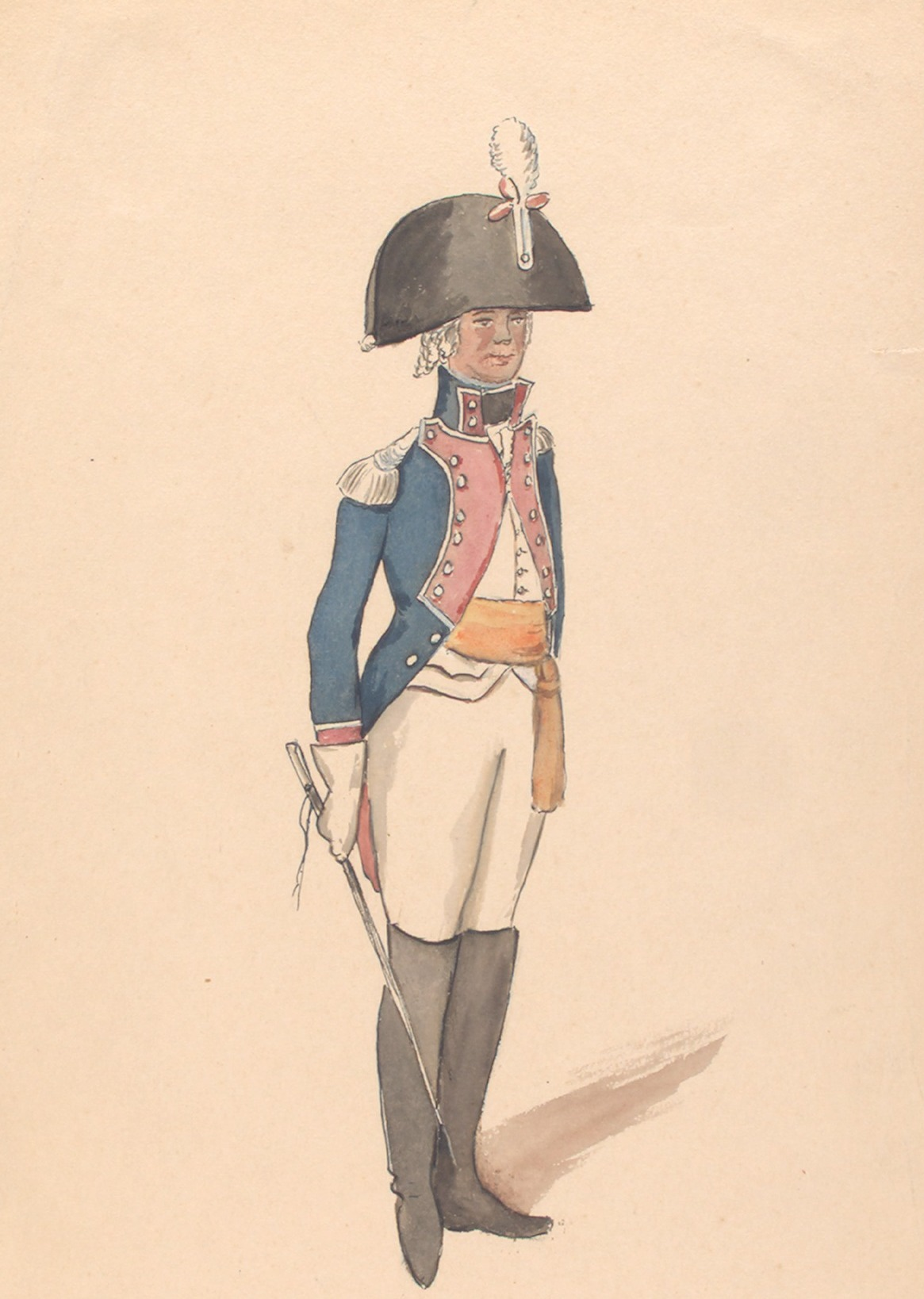
Officier, 1800.
Hussard, 1806.